# HFC Haarlem in het seizoen 1977/78
Het seizoen 1977/1978 was het 24e jaar in het bestaan van de Haarlemse betaaldvoetbalclub Haarlem. De club kwam uit in de Eredivisie en eindigde daarin op de 13e plaats. Tevens deed de club mee aan het toernooi om de KNVB Beker, hierin werd in de derde ronde verloren van Roda JC (0–1).

## Wedstrijdstatistieken

### Eredivisie
|       | Ajax  | FC Amsterdam | AZ '67 | Feyenoord | Go Ahead Eagles | FC Den Haag | NAC   | N.E.C. | PSV   | Roda JC | Sparta Rotterdam | Telstar | FC Twente '65 | FC Utrecht | Vitesse | FC Volendam | FC VVV |
| ----- | ----- | ------------ | ------ | --------- | --------------- | ----------- | ----- | ------ | ----- | ------- | ---------------- | ------- | ------------- | ---------- | ------- | ----------- | ------ |
| Thuis | 0 – 2 | 0 – 2        | 0 – 3  | 2 – 0     | 0 – 0           | 2 – 0       | 0 – 0 | 6 – 0  | 1 – 0 | 0 – 0   | 3 – 2            | 1 – 1   | 1 – 1         | 1 – 0      | 2 – 2   | 2 – 3       | 2 – 1  |
| Uit   | 1 – 1 | 3 – 2        | 6 – 0  | 4 – 0     | 1 – 2           | 2 – 1       | 2 – 1 | 1 – 1  | 5 – 1 | 2 – 2   | 3 – 1            | 2 – 1   | 0 – 0         | 3 – 0      | 2 – 0   | 1 – 1       | 0 – 0  |

### KNVB Beker
| 2e ronde                                        | Haarlem                 | 1 – 0 (0 – 0) | N.E.C.  |
| 20 november 1977 Plaats: Haarlem Jan Gijzenkade | Rob de Kip 88'          |               |         |
| 3e ronde                                        | Roda JC                 | 1 – 0 (0 – 0) | Haarlem |
| 26 december 1977 Plaats: Kerkrade Kaalheide     | Theo de Jong 85' (pen.) |               |         |

## Statistieken Haarlem 1977/1978

### Eindstand Haarlem in de Nederlandse Eredivisie 1977 / 1978
| Stand | Gespeeld | Gewonnen | Gelijk | Verloren | Punten | Doelpunten voor | Doelpunten tegen |
| ----- | -------- | -------- | ------ | -------- | ------ | --------------- | ---------------- |
| 13e   | 34       | 8        | 12     | 14       | 28     | 37              | 55               |

### Topscorers
| #                 | Naam              | Goal |
| ----------------- | ----------------- | ---- |
| 1.                | Piet van den Berg | 10   |
| 2.                | Danny Lensen      | 9    |
| 3.                | Rob de Kip        | 5    |
| 4.                | Joop Böckling     | 4    |
| 5.                | Martin Haar       | 3    |
| 6.                | Cees de Vries     | 2    |
| 7.                | Douglas George    | 1    |
| 7.                | Piet Huyg         | 1    |
| 7.                | Beer Wentink      | 1    |
| Onbekend doelpunt |                   |      |
| –                 | Onbekend          | 1    |
| Totaal            | Totaal            | 37   |

| #      | Naam       | Goal |
| ------ | ---------- | ---- |
| 1.     | Rob de Kip | 1    |
| Totaal | Totaal     | 1    |

## Voetnoten
Ajax ·
FC Amsterdam ·
AZ '67 ·
Feyenoord ·
Go Ahead Eagles ·
FC Den Haag ·
Haarlem ·
NAC ·
N.E.C. ·
PSV ·
Roda JC ·
Sparta ·
Telstar ·
FC Twente '65 ·
FC Utrecht ·
Vitesse ·
FC Volendam ·
FC VVV